# 安岡洋一郎
安岡 洋一郎（やすおか よういちろう、1973年11月7日 - ）は、日本の作曲家、編曲家、演奏家。グローブ・エンターブレインズ所属。東京都出身。

## 経歴
中学生時代よりデータ打ち込みを行い自作で作曲を行った他、バンド活動を始める。後にいくつかのバンドを経て、自らリーダーを務めるユニット「biniou」を結成、主に作曲と編曲を担当した。自身が作曲した「回路」が、TBSアニメ「なるたる」のエンディングテーマに採用されたことを機に、作曲家としての活動を本格化。この他CHEMISTRY、中島美嘉、奥田美和子、絢香、初音などのテレビ・ライブサポート等、ベーシストとして活動している。
他にもアニメ・ゲーム系の作曲・編曲、過去には松浦亜弥、モーニング娘。などハロー!プロジェクト所属歌手楽曲の作曲・編曲、大原櫻子「ツキアカリ」、城南海の作曲を行う。作曲講師としても活動している。

## 主な楽曲
- 「月と機関銃／コレって恋ですか?」作曲※共同名義（ライバー）
- What's up!?／超特急」編曲・ベース（SDR）
- BLUE ANTHEM／青嵐総合芸術院」編曲・ベース（ポニーキャニオン）
- 「スリーブレス／FRAME」編曲（バンダイナムコアーツ）
- 「Let's Dance／さくら学院｣作曲・編曲（アミューズ）
- 「すきぴホリック／シイナナルミ｣編曲・ベース（ポニーキャニオン）
- 「好きな人の好きな人になりたい人生／シイナナルミ｣編曲・ベース（ポニーキャニオン）
- なにわ男子
  - First Live Tour 2019「なにわと一緒に#アオハルしよ」一部楽曲制作
  - 初座長公演「少年たち 青春の光に･･･」一部楽曲制作
- 「シャボン -カラフル･パストラーレver.-／バミューダトライアングル 〜カラフル・パストラーレ〜」編曲（ブシロードミュージック）
- テレビ神奈川「the Golf」一部BGM制作
- 「「茶房でわいわい系」おしゃべりタイム♪／稲葉郷(CV:古賀葵)」作曲・編曲・ベース（ポニーキャニオン）
- 「ジャニーズWEST LIVE TOUR 2019 WESTV!」一部楽曲制作
- 「関西ジャニーズJr. LIVE 2019 Happy 2 year!! 今年も関ジュとChu Year!!」一部楽曲制作
- 「いつか孤独を満たすまで／SPR5（社本悠・岩井映美里・直田姫奈・大西亜玖璃・園山ひかり）」編曲・ベース（ポニーキャニオン）
- 「あの素晴らしい愛をもう一度／リュ・シウォン」編曲（アービング）
- 「オジャパメン／リュ・シウォン」編曲（アービング）
- 「虹の約束／森嶋秀太」編曲（ブシロードミュージック）
- 「EX-FACTOR／高橋秀幸」編曲（日本コロムビア）
- 「ツキアカリ／大原櫻子」作曲（JVCケンウッド・ビクターエンタテインメント）
- 「BREAK OFF／超特急」編曲（SDR）
- 「勿忘草／新田恵海」編曲・ベース（ブシロードミュージック）
- 「GIFT from THE FIGHT‼／先導アイチ(CV:代永翼)、櫂トシキ(CV:佐藤拓也)」編曲（ブシロードミュージック）
- 「オレンジ／鈴木このみ」編曲（KADOKAWA）
- 「未来時計／さくら学院中等部3年(山出愛子、岡田愛、岡崎百々子)」編曲（アミューズ）
- 「からっきし／カメレオングリーン／ハミィ(大久保桜子)」編曲（日本コロムビア）
- 「ジャニーズWEST LIVE TOUR 2018 WESTival」一部楽曲制作
- 「誰より、ずっと／リュ・シウォン」編曲（ユニバーサル）
- 「恋影／ArtiSTARs」編曲・ベース（ポニーキャニオン）
- 「Sleeping Beauty／ArtiSTARs」編曲（ポニーキャニオン）
- 「Realize／大原櫻子」作曲・編曲・ベース（JVCケンウッド・ビクターエンタテインメント）
- 「Step of Happiness!／庵條瑠衣(CV:羽多野渉)」作曲・編曲・ベース（ポニーキャニオン）
- 「ヒーロー☆コンチェルト／響奏音(CV:江口拓也)」編曲（ポニーキャニオン）
- 「マジきゅんっ!No.1☆／ArtiSTARs」編曲（ポニーキャニオン）
- 「Time goes on ～泡のように～／TETSUYA｣編曲（ユニバーサル ミュージック／EMI Records）
- 「カードゲームしよ!／あいみこ(愛美、佐々木未来)｣編曲・ベース（ブシロードミュージック）
- 「トレモロレイン／大原櫻子｣作曲（JVCケンウッド・ビクターエンタテインメント）
- 「Magical Flower／一条寺帝歌(CV.梅原裕一郎)／墨ノ宮葵(CV.KENN)／帯刀凛太郎(CV.小野友樹)／庵條瑠衣(CV.羽多野渉)／土筆もね(CV.蒼井翔太)／響奏音(CV.江口拓也)｣編曲（ポニーキャニオン）
- 「メビウス／鈴木このみ」編曲・ベース（KADOKAWA）
- 「magic／楠田亜衣奈」編曲（バップ）
- 「みるみるUPっぷ↑↑／ミルキィホームズ」編曲（ブシロードミュージック）
- 「Rolling Days（B&S Edition）／Bitter&Sweet」作曲（アップフロントワークス）
- 「ぶりぶりカンブリア／elfin'」編曲（ポニーキャニオン）
- 「Happiness～ミカゲ社のテーマ～／奈々生(CV:三森すずこ)、巴衛(CV:立花慎之介)、瑞希(CV:岡本信彦)、護(CV:山下大輝)、乙比古(CV:高橋広樹)、大国主(CV:森久保祥太郎)、悪羅王(CV:諏訪部順一)、二郎(CV:波多野渉)、翠郎(CV:平川大輔)、夜鳥(CV:下野紘)」編曲(ポニーキャニオン)
- 「Buddy Lights／龍炎寺タスク(CV:斉藤壮馬)」編曲・ベース（ブシロードミュージック）
- 「ひかり／ユリエ＝シグトゥーナ(CV:山本希望)」編曲・ベース（KADOKAWA）
- 「無敵のガールフレンド／大原櫻子」作曲（JVCケンウッド・ビクターエンタテインメント）
- 「熱望HONEY／翠郎(CV:平川大輔)・二郎(CV:羽多野渉)」編曲・ベース（ポニーキャニオン）
- 「天つ風、青き夢／エリス・ファーレンガルト(CV:石上静香)」編曲・ベース（KADOKAWAメディアファクトリー）
- 「二人の雨／神使’s(CV:立花慎之介&岡本信彦)」編曲・ベース（ポニーキャニオン）
- 「ミルミルUP↑／ミルキィホームズ」編曲（ブシロードミュージック）
- 「恋はパノラマ／さんみゅ～」編曲（ポニーキャニオン）
- 「空色のツバサ♪／小日向かなで(CV.高木礼子)」編曲・ベース・サウンドプロデュース（バップ）
- 「刻印讃歌／にーそっくすす」編曲※共同名義（KADOKAWAメディアファクトリー）
- 「空と大地と太陽と／榊大地(CV:内田夕夜)」編曲・ベース・サウンドプロデュース（バップ）
- 「参上! なりきり♥GIRL／カグラ(CV:森高愛)」編曲（日本コロムビア）
- 「KNOCK ON YOUR GATE !／小野正利」編曲・ベース・サウンドプロデュース（響ミュージック）
- 「Hypnosis～微睡の罠～／土岐蓬生(CV:石川英郎)」編曲・サウンドプロデュース（バップ）
- 「Beijo♥Beijo／水嶋新(CV:岸尾だいすけ)」編曲・ベース・サウンドプロデュース（バップ）
- 「青春ラプソディ／地下すぎプリンセス」編曲・ベース・サウンドプロデュース（ポニーキャニオン）
- 「何だっけ!?アイドル／地下すぎプリンセス」編曲・ベース・サウンドプロデュース（ポニーキャニオン）
- 「雨に踊れば／森さん(CV:恒松あゆみ)」編曲（バップ）
- 「maybe ファイナルターン／櫂トシキ(CV:佐藤拓也)&雀ヶ森レン(CV:阿部敦)」編曲・ベース・サウンドプロデュース（響ミュージック）
- 「We Ride Everyday!!／櫂トシキ(CV:佐藤拓也)&三和タイシ(CV:森久保祥太郎)」編曲・ベース・サウンドプロデュース（響ミュージック）
- 「夢の地図／城南海」作曲・編曲（ポニーキャニオン）
- 「ハルカゼ／城南海」作曲・編曲（ポニーキャニオン）
- 「Jump Up ～ちいさな勇気 ～／さくら学院」作曲・編曲（ユニバーサル ミュージック／ユニバーサルJ）
- 「夜のとばりよ さようなら／大多和孝治（Velvet,Kodhy）」編曲（メディアファクトリー）
- 「女の子の法則／安藤夏希(CV:木戸衣吹)、塔野花梨(CV:結名美月)、古橋愛(CV:田辺留依)」編曲･ミックス（バップ）
- 「Something Love／工藤えみ」編曲・ミックス（PreciousStone Music）
- 「動き出した時間の中で／キャスパー・ヴラディ(CV:佐倉綾音)」編曲（ランティス）
- 「いえるかな しんかんせん／高取ヒデアキ」編曲（日本コロムビア）
- 「ワイルドにZooっきゅ～ん／上井草美咲(CV:高森奈津美)」編曲（メディアファクトリー）
- 「パジャマジャ／宮本佳那子、高橋秀幸」編曲（日本コロムビア）
- 「ひとりあやとり／瑞希(CV:岡本信彦)」編曲（ポニーキャニオン）
- 「Trust Myself／文鴦(CV:小野友樹)」編曲・ベース・サウンドプロデュース（コーエーテクモゲームス）
- 「Awakening WoLong／諸葛亮(CV:小野坂昌也)」編曲・ベース・サウンドプロデュース（コーエーテクモゲームス）
- 「いつかの話／三国太一(CV:佐藤健輔)&狩屋マサキ(CV:泰勇気)」作曲（FRAME）
- 「DO OUR BEST!!／浜野海士(CV:金野潤)&倉間典人(CV:高垣彩陽)」作曲（FRAME）
- 「B.E.L.I.E.V.／霧野蘭丸(CV:小林ゆう)」作曲（FRAME）
- 「Rolling Days／田﨑あさひ」作曲（アップフロントワークス）
- 「Ride on time!／リュ・シウォン」編曲（エイベックス）
- 「ユメを解く理論／さくら学院 科学部 科学究明機構ロヂカ?」作曲・編曲（ユニバーサル ミュージック／ユニバーサルJ）
- 「Heroic lily ～Type-M／市川葵(CV:十夜月朱理)」編曲（日本コロムビア）
- 「クリムゾンの微熱／リアス・グレモリー(CV:日笠陽子)」作曲・編曲（ランティス）
- 「幸せの種／城南海」作曲・編曲（ポニーキャニオン）
- 「Flash×Back ／リュ・シウォン」編曲（エイベックス）
- 「何度も生まれては消えていく雪のようなもの／真島太一(CV:宮野真守)」作曲・編曲（バップ）
- 「ピクトグラム／さくら学院」編曲（ユニバーサルJ）
- 「さくら学院 2011年度～Happy X'mas」ライブ用一部音源制作（アミューズ）
- 「君が教えてくれたこと／初音」共同編曲・PV出演（エイベックス）
- 「愛よ恋よ♥水平線でFLASH!!／美郷あき」作曲・編曲（ランティス）
- 「悲しきJoker／リュ・シウォン」編曲・ベース（エイベックス）
- 「十六夜／城　南海」編曲（ポニーキャニオン）
- 「さくら学院祭☆2011」ライブ用リコーダー曲制作（アミューズ）
- 「My alright sky／Buono!」編曲（zetima）
- 「DO・SとDO・Mの物語／鞠也(CV:小林ゆう)&茉莉花(CV:井上麻里奈)」編曲（メディアファクトリー）
- 「ダイスキ ah! ダイスキ ah! ダイスキ／エリザベス=ウォーレン(CV:矢作紗友里)」編曲（ランティス）
- 「By MY PACE!!／スフィア」作曲・編曲（ランティス）
- 「白いセレナーデ／曽我けーな(CV:豊崎愛生)」編曲（ランティス）
- 「星の咲く路／城南海」作曲・編曲（ポニーキャニオン）
- 「May Be True／榊大地(CV:内田夕夜)」作曲・編曲（コーエー）
- 「「ありがとう」の春はまだ早い／竹井久(CV:伊藤静)」編曲（ランティス）
- 「純情リフレイン／未央(CV:牧野由依)」編曲（ランティス）
- 「見えない君の探し方／加治木ゆみ(CV:小林ゆう)」編曲（ランティス）
- 「あたしはぜんぜん気にしてないっ／斑鳩あやめ(CV:戸松遥)」編曲（ジェネオンエンタテインメント）
- 「真珠／松浦亜弥」作曲・編曲・演奏（zetima）
- 「UFO／モーニング娘。」編曲（zetima）
- 「茜色 hometown／片桐優姫(CV:釘宮理恵)」編曲（ランティス）
- 「LIFE IN ME／Anna」編曲（ジェネオンエンタテインメント）
- 「Olala／久住小春」編曲&演奏（zetima）
- 「NO SELF-CONTROL／エレンフリート(CV:入野自由)」作曲・編曲（ランティス）
- 「Little wish～蕾のままで抱きしめて～／月島小恋(CV:南條愛乃)」作曲・編曲（ランティス）
- 「女Day by Day／松浦亜弥」作曲・編曲・演奏（zetima）
- 「ソウルメイト／松浦亜弥」作曲・編曲・演奏（zetima）
- 「千年の旅人／湯原昌幸・デュエット:荒木由美子」作曲（Rice Music）
- 「月色の光／安倍なつみ」作曲・編曲・演奏（hachama）
- 「Red River Valley／劇団ファントマ」一部楽曲制作（アップフロントワークス）
- 「無言／奥田美和子」作曲・共同編曲・演奏（BMGファンハウス）
- 「あの日／奥田美和子」作曲（BMGファンハウス）
- 「ふたり／奥田美和子」作曲（BMGファンハウス）